# Dharmanagar
Dharmanagar é uma cidade e uma nagar panchayat no distrito de Tripura do Norte, no estado indiano de Tripura.

## Geografia
Dharmanagar está localizada a 24° 22′ N, 92° 10′ L. Tem uma altitude média de 21 metros (68 pés).

## Demografia
Segundo o censo de 2001, Dharmanagar tinha uma população de 30 785 habitantes. Os indivíduos do sexo masculino constituem 51% da população e os do sexo feminino 49%. Dharmanagar tem uma taxa de literacia de 85%, superior à média nacional de 59,5%: a literacia no sexo masculino é de 87% e no sexo feminino é de 83%. Em Dharmanagar, 9% da população está abaixo dos 6 anos de idade.